# 查爾奇烏特利奎

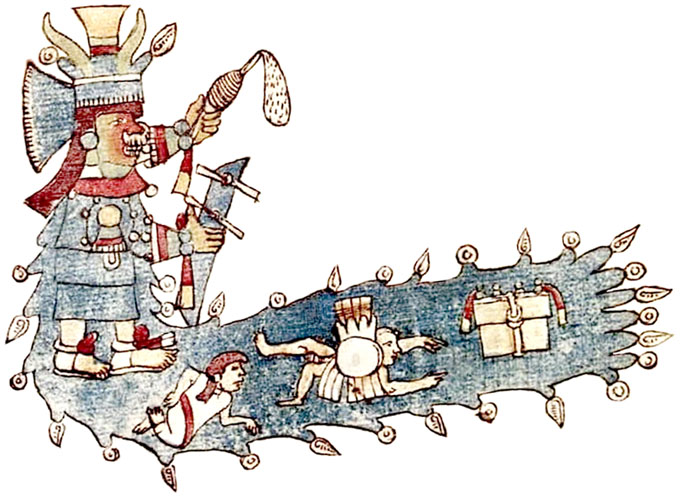
查尔奇烏特利奎的形象

查尔奇烏特利奎（Chalchiuhtlicue，意為「翡翠裙」。）是河、湖女神，同時也是生育的守護神。祂統轄傳說中的第四太陽。她是雨神特拉洛克的妻子，有時視為是特拉洛克的一個面相。一些出土的石像中，祂具有年輕女性的形象，穿一種傳統的披肩（quechquemitl）及長裙。